# Unas (Stargate)
Para el faraón egipcio, véase Unis (Unas).
Los Unas (Los primeros) son una raza en el universo ficción de Stargate SG-1 cuyos miembros son grandes seres antropomorfos y primitivos originarios del mismo planeta que los Goa'uld.
Los Unas son una especie agreste y robusta, significativamente más fuertes que los humanos. Un Unas saludable puede seguir peleando aún después de recibir un cargador completo de una P90 en su pecho, si bien acabará muriendo por semejante daño. Cuando un Goa'uld posee a un Unas se vuelve aún más poderoso, con capacidad de regeneración que le permite sobrevivir y recuperarse de las heridas aún sin la ayuda de un sarcófago. 
Por este motivo, no está claro por qué los Goa'uld abandonaron a los Unas como raza anfitriona, pero se sugiere que la tecnología de los sarcófagos no funciona tan bien con los Unas, como lo hace con los humanos, a los que les otorga una vida mucho más prolongada.
Los Unas aparecen por primera vez en el episodio "Thor's Hammer", en el que Jack O'Neill y Teal'c son atrapados por un dispositivo llamado Martillo de Thor en el planeta Cimmeria y tienen que defenderse de un Goa'uld huésped de un Unas que se encontraba atrapado allí. Teal'c explica que los Unas fueron los primeros anfitriones de los Goa'uld, antes de que conocieran a los humanos. 
En el episodio "The First Ones" el SG-1 descubrió el mundo originario de los Unas y Goa'ulds (P3X-888). Los Unas vivían allí en un estado primitivo y temían a los espejos de agua en los que los Goa'uld salvajes vivían. Daniel Jackson se encontró con un Unas del que se hizo amigo, llamado Chaka. Estableció comunicación con él y luego lo ayudó a escapar (y comenzar una revuelta) de una sociedad humana que usaba a los Unas como esclavos ("Beast of Burden"). Chaka también ayudó al SG-1 a negociar un tratado con los Unas de P3X-403. Estos Unas habían sido forzados a minar naqahdah por los Goa'uld. Cuando el Comando Stargate envió un equipo a su mundo, para minar el mineral, los Unas nativos se sintieron amenazados y los atacaron, hasta que finalmente se logró un acuerdo pacífico.
- Datos: Q2291986